# Mellersta Nässjön
Mellersta Nässjön är en sjö i Härjedalens kommun i Härjedalen och ingår i Dalälvens huvudavrinningsområde. Sjön har en area på 0,325 kvadratkilometer och ligger 784,6 meter över havet. Mellersta Nässjön ligger i Rogen Natura 2000-område. Sjön avvattnas av vattendraget Nässjöbäcken. Vid provfiske har öring fångats i sjön.

## Delavrinningsområde
Mellersta Nässjön ingår i det delavrinningsområde (690643-133285) som SMHI kallar för Utloppet av Mell Nässjön. Medelhöjden är 842 meter över havet och ytan är 1,95 kvadratkilometer. Det finns inga avrinningsområden uppströms utan avrinningsområdet är högsta punkten. Nässjöbäcken som avvattnar avrinningsområdet har biflödesordning 4, vilket innebär att vattnet flödar genom totalt 4 vattendrag innan det når havet efter 523 kilometer. Avrinningsområdet består mestadels av skog (55 procent) och kalfjäll (28 procent). Avrinningsområdet har 0,33 kvadratkilometer vattenytor vilket ger det en sjöprocent på 16,8 procent.